# Paolo Tornaghi
Paolo Tornaghi (Garbagnate Milanese, Italia, 21 de junio de 1988) es un futbolista italiano. Juega de guardameta y actualmente se encuentra sin equipo.

## Clubes
| Club                        | País           | Año       |
| --------------------------- | -------------- | --------- |
| Inter de Milán              | Italia         | 2008-2011 |
| Calcio Como 1907 (préstamo) | Italia         | 2008-2009 |
| Rimini Calcio (préstamo)    | Italia         | 2009-2011 |
| Calcio Como 1907 (préstamo) | Italia         | 2010-2011 |
| Chicago Fire                | Estados Unidos | 2012-2013 |
| Vancouver Whitecaps F. C.   | Canadá         | 2014-2017 |
| Pro Patria                  | Italia         | 2018-2020 |
| Olbia Calcio 1905           | Italia         | 2020-2022 |
| F. C. Crotone               | Italia         | 2022      |